# 里內信夫
里內信夫（日语：／ Satouchi Shinobu，2月11日—），日本男性配音員、一級建築師。出身於京都府久世郡（現城陽市）。青二Production所屬。里內建築事務所主宰。身高171cm。A型血。

## 來歷
里內信夫畢業於青二塾大阪校第3期。他的同學包括萩森侚子。
東海大學工學部建築學系畢業。

## 人物
資格、執照：一級建築師、茶道。方言：關西方言。
他師從建築師村野藤吾（村野藤吾的最後一位弟子）7年，並於1987年開設了里內建築事務所。
他師從裏千家的金澤宗也學習茶道。

## 演出
粗體字表示主要角色。

### 電視動畫
1988年
- 奇天烈大百科（專務、武士B、記者、劇團成員、廣播、南田、助理導演）
- 魁!! 男塾（黑幫C）
- 甜蜜小天使 (1988年版)（員工、螢的夥伴、導演）
- 妳好！淑女小琳（日语：レディ!!#ハロー！レディリン）（司機）

1989年
- 新仙魔大戰（天使）
- 變形金剛V（Tackle[注 1]、觀測隊員A、千斤頂、雷龍[9]）
- 勇者鬥惡龍 阿貝爾傳說（1989年—1990年，貓蠅、船員B、公怪獸、雨漏、兵士、考德拉、怪獸、龍騎士、大魔王）
- 七龍珠Z（1989年—1991年，裁判、調査員、部下、戰士、士兵）
- 魔法使莎莉 (1989年版)（1989年—1991年，看板男、親戚B、青年、警察、魔物B 等）

1990年
- 西瓜皮先生（教練）
- 七龍珠Z：一夫當關的最終決戰 ～向弗利沙挑戰的Z戰士 孫悟空之父～（賽亞人D）
- 神通小精靈（1990年—1991年，暴走族、青年、橡皮擦、黑衣軍團、運動社團成員、學生、韋駄天足N〈左〉、開羅君）
- 夠了！阿太郎 (1990年版)（日语：もーれつア太郎）（可可羅的頭目的追隨者B、狸貓島、蒼蠅）

1991年
- 百戰小奇兵（1991年—1992年，機器人、主持人、播音員、男A、廣播員 等）
- 金魚注意報（老師）
- 蓋特機器人號（職員）

1992年
- 超電動機器人 鐵人28號FX
- 美少女戰士（通行人、妖魔無善）
- 幻影真帆（日语：まぼちゃん旅行記）（村莊男性A）

1993年
- GS美神（導演、幽靈、骸骨、男、惡靈、低級靈）
- 灌籃高手（宮益義範、角田悟、伊藤卓、今中、越野宏明、佐佐岡智〈第3代〉、橫中選手 等）
- 小小男子漢（老人、松本裕太的父親）
- 七龍珠Z：絕望的反抗!! 殘留的超級戰士·悟飯和特南克斯（日语：ドラゴンボールZ 絶望への反抗!!残された超戦士・悟飯とトランクス）（廣播）
- 忍者亂太郎（老人、獄卒 等）

1994年
- 足球風雲（老師、選手、電視播報員）
- 真拳傳說（日语：真拳伝説タイトロード）（手下、追隨者、部下 等）
- 橘子醬男孩（裁判、醫生、醫師）

1995年
- 動畫世界的童話（日语：世界名作童話シリーズ ワ〜ォ!メルヘン王国）（守門人、賣鍋商、追隨者）

1996年
- 鬼太郎 (第4作)（1996年—1997年，健的父親、老師〈初代〉、小豆磅秤、一目入道大師、飼育人員、河童、鯖太郎、妖犬 等）
- 七龍珠GT（1996年—1997年，基爾、重任者、菲菲）

1997年
- 蠟筆小新（老人B）

1999年
- 網路安琪兒（1999年—2000年，追蹤、教授）2系列
- 週刊故事樂園（日语：週刊ストーリーランド）（傭人、村民、又吉、中年男子 等）

2000年
- 勝負師傳說 哲也（客人、大熊、店長）
- 爆裂戰士戰藍寶（加利札尼）
- ONE PIECE（2000年—2009年，卡爾涅、醫生）

2002年
- Kanon (第1作)（老師）

2004年
- 名偵探柯南（2004年—2019年，水井純一、解說員）

2008年
- 洋葱和尚朝太郎（日语：ねぎぼうずのあさたろう）（海鮮燒烤店的老爹、遊客、白菜代授師傅、店主、東觀組、藥局老闆 等）

2009年
- 七龍珠改（博士）

### 電影動畫
1990年
- 隨風而逝的記憶
- 七龍珠Z：地球超級大決戰（卡卡奧[10]）

1991年
- 在後面的那個人是誰（日语：うしろの正面だあれ）
- 七龍珠Z：超級賽亞人孫悟空（士兵A）

1992年
- 三國志 第一部／第二部（1992年—1993年，青年、牧童）2作品

1993年
- 鐵拳對鋼拳1993（上田）

1994年
- 灌籃高手：稱霸全國！櫻木花道（日语：スラムダンク 全国制覇だ! 桜木花道）（角田悟）

1995年
- 灌籃高手：咆哮籃球員靈魂！花道和流川的灼熱夏季（日语：スラムダンク 吠えろバスケットマン魂!! 花道と流川の熱き夏）（角田悟）

1996年
- 喀喀喀的鬼太郎：大海獸（員工B）

2003年
- 名偵探柯南：迷宮的十字路（鷲尾七郎）

### OVA
1988年
- 哭泣殺神（刺客A）

1990年
- 高校太保（日语：ビー・バップ・ハイスクール）（1990年—1998年，高中生F、天保工業不良A、白山不良）

1991年
- 新·湘南爆走族（日语：荒くれKNIGHT）（虎武羅）
- 含羞草（主審）
- 咆哮女郎巴明欣（男性廣播）

1992年
- 一本包丁滿太郎2 大阪素麵戰爭（日语：一本包丁満太郎）（店員）
- 機神兵團（日语：機神兵団）（通信員）
- 創龍傳

1993年
- 銃夢
- 蘭斯 沙漠守護者（隆梅爾）

1994年
- 變色龍3（日语：カメレオン (漫画)）（管理者）
- 不可思議森林的夥伴們（調皮的朋友）

1995年
- 人間革命（日语：人間革命）（松井、渡、中道）

1997年
- 魔法王國的俏皮小公主（日语：でたとこプリンセス）（旅館主人）

1998年
- 真蓋特機器人 世界最後之日（古田）

1999年
- 湘南爆走族12 完結篇 櫻吹雪的卒業式（小泉同學）
- 快樂小丸日記（ゆーほさん、獅子市長）

2009年
- Plarail哇哇DVD（皮卡特博士）

### 網路動畫
- 怪醫黑傑克（2001年，助手、黑人醫生、觀眾、醫生、救急隊員）

### 遊戲
1989年
- 夢幻戰士II（蒼犀的蓋亞斯、紅蓮的藤）

1992年
- 龍之崛起（日语：ライズ・オブ・ザ・ドラゴン）（警衛）

1993年
- Xak III The eternal recurrence（日语：サークIII）（死靈法師）

1997年
- 星際火狐64（火狐·麥克勞德、里昂·波瓦爾斯基、違法改造戰艦薩爾馬林號、凱曼）
- 毛利元就 三矢之誓（日语：毛利元就 誓いの三矢）（毛利隆元）

1998年
- 光明與黑暗續戰篇III 2、3（達比堤、達卡）2作品

1999年
- 任天堂明星大亂鬥系列（1999年—2018年，火狐·麥克勞德〈64、DX〉、里昂·波瓦爾斯基、萊特博士）6作品[系列 1]

2001年
- 松本零士999 ～Story of Galaxy Express 999～（老爹）
- 潛龍諜影2 自由之子

2002年
- 電車GO！旅情篇（駕駛員）

2005年
- 星際火狐：突襲（日语：スターフォックス アサルト）（里昂·波瓦爾斯基、壞蛋、科尼利亞士兵）
- 七龍珠Z3（日语：ドラゴンボールZ3）（基爾）

2006年
- 潛龍諜影 掌上行動（士兵）

2007年
- 七龍珠Z Sparking！METEOR（日语：ドラゴンボールZ Sparking! METEOR）（基爾、菲菲）
- 潛龍諜影 掌上行動加強版（士兵）

2008年
- 七龍珠Z 無限世界（日语：ドラゴンボールZ インフィニットワールド）（基爾）
- 人中之龍 登場！

2010年
- 七龍珠英雄（2010年—2019年，英雄機器人、卡卡奧）6作品[系列 2]

2012年
- 假面騎士 全集合騎士世代2（日语：オール仮面ライダー ライダージェネレーション）（假面騎士強人）
- ONE PIECE 冒險的黎明（日语：ワンピース ROMANCE DAWN 冒険の夜明け）（卡爾涅）

2015年
- 七龍珠 異戰（日语：ドラゴンボール ゼノバース）（廣播播報員、店員機器人）

2016年
- 七龍珠 異戰2（英雄機器人）
- 七龍珠融合（日语：ドラゴンボールフュージョンズ）（基爾）

2019年
- 破曉傳奇（多拉辛）

### 廣播劇CD
- 風之大陸（日语：風の大陸） CD電影院1 邂逅篇 上（其手下B）
- 廣播劇CD 時鐘塔：鬼頭（日语：クロックタワーゴーストヘッド）（鷹野初）
- CD劇場 勇者鬥惡龍IV（日语：CDシアター ドラゴンクエスト）（羅倫斯）
- 羅德斯島戰記（精靈）
- 廣播劇CD 潛龍諜影 Vol.2
- 泉幻戰記 鳴動篇 卡式錄音帶書（日语：若木未生）（柴田）

### 音樂CD
- 純愛手札 Girl's Side 2nd Kiss Drama & Image Song Album Vol.1（台詞）

### 廣播劇
- 昭夫的日記
- 沈默的艦隊

### 外語配音

#### 人偶劇
- 湯瑪士小火車（托普漢姆·哈特爵士的管家、柏可、彼得·山姆、達斯提 等）※富士電視台版。

### 電視劇
- 透明人間（克洛諾斯的聲音）

### 旁白
- 樂園滑雪

## 腳註

## 外部連結
- 里內信夫｜青二Production （日語）
- 株式會社 里內建築事務所 （日語）